# Targino Machado
Targino Machado Pedreira Filho (Salvador, 4 de setembro de 1952), mais conhecido como Targino Machado, é um médico, empresário e político brasileiro. Exerceu seu sexto mandato de deputado estadual pelo estado da Bahia. Foi prefeito da cidade de São Gonçalo dos Campos de 1989 a 1992.
Nas eleições de 2018, foi candidato a deputado estadual pelo DEM e foi reeleito com 67.164 votos. Em 6 de outubro de 2020 o TSE cassa o mandato de Targino Machado por realizar atendimentos médicos nas eleições de 2018, no dia 13 o TSE anulou os votos obtidos.